# Kanton Versailles-Nord
Kanton Versailles-Nord (fr. Canton de Versailles-Nord) je francouzský kanton v departementu Yvelines v regionu Île-de-France. Tvoří ho severní část města Versailles.